# 818 Kapteynia
818 Kapteynia eller A916 DF är en asteroid i huvudbältet, som upptäcktes den 21 februari 1916 av den tyske astronomen Max Wolf. Den namngavs senare efter den nederländske astronomen Jacobus Kapteyn.
Kapteynias senaste periheliepassage skedde den 7 augusti 2021. Dess rotationstid har beräknats till 16,35 timmar.